# Roland Barthes
Roland Barthes (Cherbourg, França, 12 de novembre de 1915-París, 25 de març de 1980) fou un escriptor, crític, semiòleg i teòric de la literatura.
Dins l'escola estructuralista, influït pel pensament de Saussure i dels formalistes i part de l'anomenat «grup Tel Quel», és un dels grans referents de la teoria de la literatura moderna. La seva aportació més coneguda és l'anomenada «mort de l'autor», formulada en un article de 1967 anomenat precisament així: «La mort de l'autor».
Es tracta d'una reacció davant la crítica tradicional, massa preocupada per l'autor real del text i, per tant, obsessionada per la biografia de l'escriptor. Barthes proposa oblidar-se'n i centrar-se no en allò que l'autor real ha volgut dir, sinó en allò que el lector rep, allò que interpreta. Així, la mort de l'autor es pagaria amb el naixement del lector.
En la mateixa línia, Barthes va proposar la distinció entre text i obra. La segona seria la producció d'un escriptor, de l'autor real, en el seu conjunt. El text, en canvi, seria un fragment, amb qualitat literària, i seria l'autèntic objecte de treball de la teoria de la literatura. Aquest plantejament ha generat controvèrsies, relacionades amb el plantejament dels formalistes sobre el concepte mateix de la literarietat, posant en dubte els paràmetres que fan que un text sigui considerat literatura.

## Pensament

### Treballs primerencs
Els primers treballs de Barthes són en bona part una reacció contra l'existencialisme imperant dels anys 40 del segle xx. Contra els postulats de Sartre sobre l'alienació del lector per part de l'obra, Barthes reprèn la vella qüestió dels formalistes russos sobre la literarietat: què fa que un text sigui literatura? Què té d'original i únic un text literari? En la seva obra de 1953 El grau zero de l'escriptura afirma que tant la llengua com l'estil responen a convencions i, en conseqüència, no són només assumpte de creativitat. Més aviat és en la forma (que Barthes prefereix anomenar «escriptura») on es mostra l'única capacitat creativa de l'autor en busca d'un efecte sobre el lector. La contrapartida és que una vegada publicat el text, aquesta creativitat en la forma és susceptible d'esdevenir una convenció ella mateixa. Així, la creativitat és un procés viu i continu. La similitud d'aquest plantejament amb la teoria de la desautomatització dels formalistes russos és evident.
D'altra banda, en Michelet va estudiar l'obra de l'historiador francès del segle xix Jules Michelet: hi conclou que l'interessant no és allò que l'autor afirma que és la veritat, sinó allò que condiciona el seu relat dels fets. Serien aquests condicionants allò que hom podria estudiar sobre l'època de l'autor, i no allò que hi afirma. La conseqüència que en va extreure és que els escrits avantguardistes són especialment interessants perquè, en fer servir una artificiositat evident, aconsegueixen mantenir sempre una distància entre el text i el públic, de manera que aquest pot fer una lectura més objectiva.

### Semiologia
De les seves contribucions mensuals a la revista Les Lettres Nouvelles en va sorgir el seu llibre de 1957 Mythologies. Amb clara influència marxista, Barthes s'hi pregunta sobre la relació entre la cultura material i els valors en la societat burgesa: afirma que s'usen alguns aspectes materials per a refermar determinades consideracions, al marge de la realitat: esdevenen així mites. En seria un exemple la consideració per part de la burgesia francesa del vi com a element de salut i força, però obviant que també pot provocar malalties i embriaguesa. En la seva cerca va trobar una eina molt útil en la semiòtica (l'estudi dels signes).
Per a Barthes, aquests mites són significats, és a dir, signes de segon ordre. Continuant amb l'exemple del vi, una ampolla de vidre plena d'un líquid negre és un significant que refereix a un significat: el vi. Però els burgesos agafen aquest significat i el transformen, afegint-hi els seus valors i idees, per transformar-lo en un nou significant, el significat al qual fa referència és la idea de salut, de força. Aquest enfocament que té tan en compte l'aspecte material de la cultura té molts evidents punts en comú amb el marxisme.
Però, quina relació hi ha entre aquests fets i el món de l'art? En Système de la mode, de 1967, va mostrar que en el món de l'art qualsevol paraula podia sofrir aquest procés. Així, si la gent decidia que dur una rebeca era l'ideal per a una situació social concreta, immediatament s'assumia que això era una veritat inqüestionable i no una convenció, al marge que en aquella mateixa situació social podria haver-se dut un jersei, una jaqueta o un abric, per exemple.

### Estructuralisme
Barthes va centrar les seves investigacions estructuralistes inicials en la relació entre llenguatge i literatura, que considerava que la crítica tradicional no valorava suficientment. Va intentar establir una correspondència entre l'estructura de l'oració i la del text narratiu, la qual cosa permetria aplicar l'anàlisi lingüística al text literari. Per això va fer una divisió entre funció, acció i narració.
La funció, o més aviat les funcions, serien les peces mínimes del text. En seria un exemple un adjectiu associat a un personatge i que el descriu de manera precisa, per exemple. Aquest mateix personatge seria una acció, un dels elements que conformen la narració. Aquesta distinció en tres nivells havia de permetre, segons Barthes, veure el paper de determinades funcions clau en la formació dels personatges i, al mateix temps, veure com interaccionaven entre si i es relacionaven per conformar millor les accions; per exemple, les paraules estrany, misteriós i fosc funcionarien juntes. Però, més important encara, Barthes esperava poder jutjar quanta realitat aportaven aquestes funcions, és a dir, en última instància, veure fins a quin punt una obra era un reflex de la realitat. D'aquesta manera els seus estudis estructuralistes havien de ser una peça més en el seu intent de comprendre la cultura burgesa.
Però a la vegada que considerava l'estructuralisme com una potent eina i acceptava un cert formalisme, tenia dubtes sobre la cientificitat del sistema. No era l'únic que el qüestionava: a finals dels 60 ja es podia parlar de moviments postestructuralistes, i Jacques Derrida difonia el desconstructivisme; tots dos eren moviments que s'oposaven a allò que els treballs de Barthes representaven. Derrida criticava que un sistema que només tenia en compte l'obra mateixa, el text en si, sense referents fora d'ell mateix, no podia ser útil.

### Transició
Tot això portà Barthes a reflexionar sobre les limitacions dels signes i els símbols i, encara més, sobre la dependència de la cultura occidental vers la idea de constància implícita en aquests conceptes. El 1966 va viatjar al Japó, on va escriure L'imperi dels signes (que es publicaria el 1970), una meditació sobre la cultura japonesa i l'absència en ella d'un significant transcendental. Barthes nota que al Japó no hi ha cap èmfasi en un punt focal a partir del qual jutjar-ne tota la resta. Com a exemple posa Tòquio i el palau Imperial, que no són una presència aclaparadora, sinó una mena d'absència inconscient i evitada. D'aquí extreu la idea de la capacitat dels signes al Japó per existir per mèrits propis, retenint dels significants només allò que aporten naturalment. És una societat que contrasta fortament amb la descrita en Mythologies, que sempre cercava un significat per sobre del natural.

## Influències
Barthes, qui va pertànyer a l'escola estructuralista, va influir molt en aquesta escola, en autors com Jean Baudrillard, Julia Kristeva, Philipe-Joseph Salazar, Eric de Kuyper, Susan Sontag i al seu amic, el filòsof Michel Foucault.
Les idees de Barthes van explorar una àmplia gamma de camps i va influir en el desenvolupament de moltes escoles de teoria, inclòs el ja esmentat estructuralisme, la semiòtica, la teoria social, la teoria del disseny (no confondre'l amb el disseny intel·ligent), l'antropologia i el postestructuralisme. Va ser particularment conegut per desenvolupar i ampliar el camp de la semiòtica a través de l'anàlisi d'una varietat de sistemes de signes, principalment derivats de la cultura popular occidental.

## Noves edicions i recuperacions
El 1993 van començar a publicar-se les seues Œuvres complètes ('Obres completes'), amb gran nombre de treballs dispersos i algun inèdit; va aparèixer a Seuil, l'editor de tota la seva obra. Aquesta recopilació ha estat reeditada, el 2002, de manera més accessible en ocasió de la important exposició R/B al Centre Pompidou sobre la seva persona i llegat.
Però hi havia més petjades de la seva obra: la docent i la de l'anotador. Entre 2002 i 2003 apareixien a més els primers toms dels seus seminaris: Comment vivre ensemble, Le neutre i La préparation du roman. Una mica més tard es va publicar un altre més: Le discours amoureux. Séminaire. I el 2009 es van recuperar altres dos llibres inèdits, extrets de les seves notes: Journal de deuil i Carnets de voyage en Chine.
Des de 2010 ha aparegut un grapat de llibres valuosos sobre l'autor, destacant els d'Éric Marty, Roland Barthes, le métier d'écrire (2011), que és editor de la seva obra; Marie Gil, Roland Barthes. Au lieu de la vie (2012) i Collete Fellous, La préparation de la vie (2014). Però el 2015 va aparèixer la biografia més extensa i més profunda de l'autor, deguda a Tiphaine Samoyault (Roland Barthes, Seuil), amb nombroses informacions procedents de les cartes de Barthes als seus amics i coneguts, des que era molt jove. Revela que la seva idea d'escriure una novel·la va ser un projecte posat en marxa cap als vint anys, i que va estar en les seves preocupacions de partida. La literatura de RB, la seva prosa densa i rica, destaca ja en aquests documents inèdits.

## Publicacions
- (1953) Le degré zéro de l'écriture / Nouveaux essais critiques, París: Éditions du Seuil; (1973) El grau zero de l'escriptura i nous assaigs crítics. Trad. al català de Miquel Martí i Pol, Jem Cabanes i Concepció Ciuraneta. Barcelona: Edicions 62.
- (1954) Michelet par lui-même, París: Éditions du Seuil.
- (1957) Mythologies, París: Éditions du Seuil; (2010) ed. augmentada; (2017) Mitologies. Trad. al català de Cristina Mora, Barcelona: Àtic dels Llibres.
- (1963) Sur Racine, París: Éditions du Seuil.
- (1964) Essais critiques, París: Éditions du Seuil.
- (1964) La Tour Eiffel, París: Centre National de la Photographie / Éditions du Seuil.
- (1965) Éléments de sémiologie, París: Denoël / Gonthier.
- (1966) Critique et vérité, París: Éditions du Seuil; (1969) Crítica i veritat. Trad. al català de Jaume Vidal i Alcover, Barcelona: Llibres de Sinera.
- (1967) Système de la mode, París: Éditions du Seuil.
- (1970) S/Z, assaig sobre Sarrasine d'Honoré de Balzac, París: Éditions du Seuil.
- (1970) L'empire des signes, París: Skira.
- (1971) Sade, Fourier, Loyola, París: Éditions du Seuil.
- (1972) Nouveaux essais critiques, París: Éditions du Seuil.
- (1973) Le plaisir du texte, París: Éditions du Seuil.
- (1975) Roland Barthes par Roland Barthes, París: Éditions du Seuil.
- (1975) Alors la Chine?, París: Éditions Christian Bourgois.
- (1977) Poétique du récit, París: Éditions du Seuil; (1985) Poètica de la narració. Trad. al català d'Enric Sullà, Barcelona: Empúries.
- (1977) Fragments d'un discours amoureux, París: Éditions du Seuil; (2015) Fragments d'un discurs amorós. Trad. al català de Clàudia Casanova, Barcelona: Àtic dels Llibres.
- (1978) Leçon, París: Éditions du Seuil.
- (1979) Sollers écrivain, París: Éditions du Seuil.
- (1980) Recherche de Proust, París: Éditions du Seuil.
- (1980) La chambre claire: Note sur la photographie, París: Cahiers du Cinéma Gallimard Seuil; (2007) La càmera lúcida: Nota sobre la fotografia. Trad. al català de Joaquim Sala Sanahuja, Palma: Lleonard Muntaner Editor.
- (1980) Sur la littérature, Grenoble: Presses Universitaires de Grenoble.
- (1981) Le grain de la voix: Entretiens, 1962-1980, París: Éditions du Seuil.
- (1982) Litérature et réalité, París: Éditions du Seuil.
- (1982) L'obvie et l'obtus: Essais critiques III, París: Éditions du Seuil.
- (1983) All except you: Saul Steinberg, París: Repères.
- (1984) Le bruissement de la langue: Essais critiques IV, París: Éditions du Seuil.
- (1985) L'aventure sémiologique, París: Éditions du Seuil.
- (1987) Incidents, París: Éditions du Seuil; (1987) Incidents. Trad. al català de Biel Mesquida, Barcelona: Empúries.
- (1993-1995, 2002) Œuvres complètes, París: Éditions du Seuil.
- (2002) Écrits sur le théâtre, París: Éditions du Seuil.
- (2002) Comment vivre ensemble: Cours et séminaires au Collège de France 1976-1977, París: Éditions du Seuil / Imec.
- (2002) Le neutre: Cours et séminaires au Collège de France 1977-1978, París: Éditions du Seuil / Imec.
- (2003) La préparation du roman: I et II, cours au collège de France 1978-1980, París: Éditions du Seuil / Imec.
- (2009) Carnets du voyage en Chine, París: Éditions Christian Bourgois.[8]
- (2009) Journal de deuil, París: Éditions du Seuil / Imec.[8]
- (2016) Cy Twombly, París: Éditions du Seuil.